# 서보민 (야구 선수)
서보민(1989년 6월 16일 ~ )은 KBO 리그 전 NC 다이노스의 선수이다.

## 출신학교
- 인천 서화초등학교
- 상인천중학교
- 인천고등학교
- 건국대학교

1. 1 2  키움 히어로즈 양도. 김휘집 ↔ 1라운드, 3라운드 지명권